# Pygospila costiflexalis
Pygospila costiflexalis là một loài bướm đêm trong họ Crambidae.